# Rousay
Rousay (18,8 km²) è un'isola sul Mare del Nord della Scozia nord-orientale, facente parte dell'arcipelago delle Isole Orcadi e, in particolare, del gruppo delle isole settentrionali. È la sesta isola dell'arcipelago per estenstione e conta una popolazione di circa 200-220 abitanti.
L'isola rappresenta un sito di notevole interesse archeologico, tanto da essere stata soprannominata "l'Egitto del Nord".

## Etimologia
Il toponimo Rousay, menzionato in questa forma per la prima volta nel 1549 e precedentemente attestato come Rollesay (fine del XIV secolo), Rolsay (XV secolo) e Rowsay (inizio del XVI secolo), deriva dall'antico nordico Hrólfs-øy, che significa "isola di Hrólfr".

## Geografia

### Collocazione
Rousay si trova ad ovest di Eday, tra le isole di Mainland e Westray (rispettivamente a nord/nord-est della prima e a sud della seconda). Da Westray è separata dal Westray Sound.

### Dimensioni e territorio
Rousay differisce dalle altre isole dell'arcipelago per l'altitudine, che raggiunge i 250 metri.

## Storia
L'isola fu un dominio norvegese dall'800 al 1486.

## Archeologia

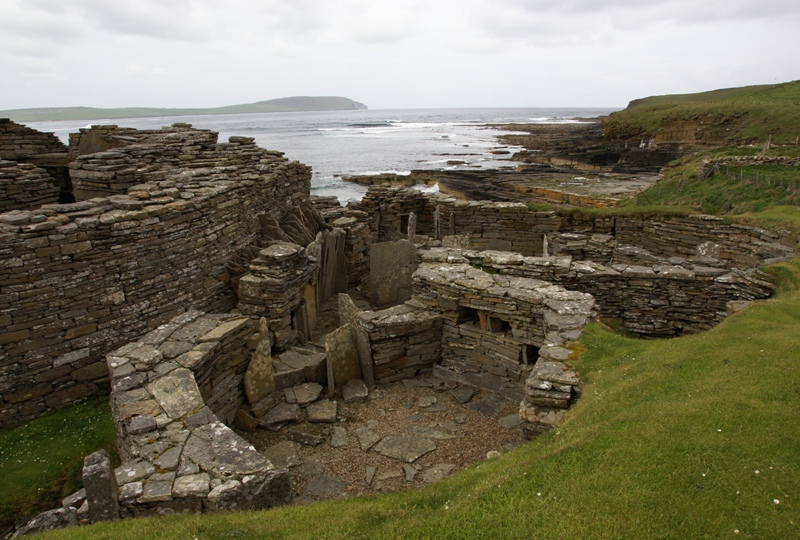
Midhowe Broch

Sull'isola sono stati rinvenuti 166 siti di interesse archeologico. Si tratta del patrimonio meglio conservato nel Nord della Scozia.
Tra i più famosi siti archeologici di Rousay figurano il Midhowe Broch e il Midhowe Cairn.

## Edifici d'interesse

### Trumland House

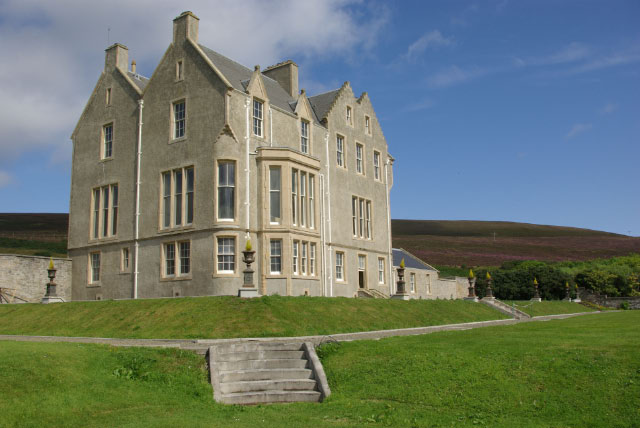
Trumland House

Tra gli edifici d'interesse di Rousay, figura la Trumland House, un edificio eretto nel 1873 da Sir Frederick William Traill Burroughs.

## Trasporti
Da Rousay si può raggiungere via barca l'isola disabitata di Eynhallow.